# تون مطهر (ملقا)
بندهارا سير مهراجا تون مطهر (توفي عام 1510) سابع وآخر بندهارا في سلطنة ملقا. من أصل هندي مسلم، والبندهارا منصب يعادل منصب رئيس الوزراء. قبل أن يشغل منصب بندهارا، شغل أيضًا منصب تمنغكونغ. كما كان أيضًا زعيمًا مسلمًا هنديًا مؤثرًا في ملقا قام بترشيح العديد من المسلمين الهنود في مناصب مهمة في حكومة ملقا.
فقًا للسجلات التاريخية لملايو، شن الجيش البرتغالي، بقيادة ألفونسو دي البوكيرك، هجومًا ثانيًا على ملقا (في عهد السلطان أحمد شاه)، وتصدى للهجوم الأول آخر بندهارا لمقا تون مطهر.
تعرض تون مطهر لمؤامرة من قبل منافسه رجا مداليار، الذي استخدم مساعدة لقسامان خوجة حسن لنشر شائعات تزعم أن تون مطهر كان يخطط للاستيلاء على العرش. فأمر السلطان بإعدام عائلة مطهر باستثناء تون فاطمة ابنة مطهر التي أراد السلطان الزواج منها. وعندما أدرك السلطان خطأه تنازل السلطان محمود عن عرشه لصالح ابنه السلطان أحمد شاه.